# Eleição municipal de Aracaju em 1992
A eleição municipal de Aracaju em 1992 ocorreu em 3 de outubro de 1992. O prefeito era Wellington Paixão (PSB) que terminaria seu mandato em 1 de janeiro de 1993. Jackson Barreto (PDT) foi eleito prefeito de Aracaju.

## Resultado da eleição para prefeito

### Primeiro turno
| Candidatos a prefeito | Candidatos a vice-prefeito | Número | Coligação                                                               | Votos   | Válidos |
| --------------------- | -------------------------- | ------ | ----------------------------------------------------------------------- | ------- | ------- |
| Jackson Barreto PDT   | Almeida Lima PDT           | 12     | O Povo de Novo (PDT, PCdoB, PST, PV)                                    | 103.305 | 66,97%  |
| Ismael Silva PT       | Alceu Monteiro PSB         | 13     | Frente Aracaju Popular (PT, PSB)                                        | 23.085  | 14,97%  |
| Luiz Mitidieri PMDB   | Marcelo Ribeiro PMDB       | 15     | Vota Aracaju (PMDB, PPS, PTR, PCDN)                                     | 17.530  | 11,37%  |
| Reinaldo Moura PFL    | Marcélio Bomfim PSDB       | 25     | Aracaju, o Futuro é Agora (PFL, PSDB, PDC, PMN, PSD, PDS, PRN, PRP, PL) | 8.073   | 5,23%   |
| Clóvis Silveira PTB   | Oswaldo Santos PTB         | 14     | Força Popular (PTB, PTdoB)                                              | 2.257   | 1,46%   |
| Referências:          |                            |        |                                                                         |         |         |